# Рэнкин, Билли
Билли Рэнкин (англ. Billy Rankin; 25 апреля 1959, Керкинтиллох, Шотландия) — шотландский гитарист и автор песен.

## Биография
В детстве учился в музыкальной школе игре на виолончели.
В 17 лет сменил виолончель на Gibson 335 и присоединился к группе The Zal Band, лидером которой был будущий гитарист Nazareth Зэл Клеминсон. Через два года, в 1978 году он становится гитаристом Scorpions, но лишь на 2 дня. Причиной этого стало непонимание, причём в прямом смысле — немецкие музыканты не могли понять английского, на котором разговаривал Ранкин.
После этого он присоединяется к группе The Mirrors. В 1979 году он выпускает 2 сингла: «I Wanna Spend My Life With You» и «Can’t Stop Now».
С 1980-го по 1983 годы Ранкин выступал с группой Nazareth в качестве второго гитариста, заменив своего бывшего наставника Зэла Клеминсона. С Ранкином группа выпустила альбомы The Fool Circle, двойной концертный альбом Snaz, 2XS, Sound Elixir.
Покинув группу, Ранкин приступил к записи дебютного сольного альбома. Альбом был записан на студии «Jacobs Studios» и получил название «Growin' Up Too Fast». Продюсером альбома стал Джон Райан, в записи ему помогали барабанщик Ted McKenna, его старый знакомый — гитарист Зэл Клеминсон и барабанщик Jeremy Meek. Сингл «Baby Come Back» попал в американский top 40. Тур в поддержку альбома проходил с участием Molly Hatchet, Пэта Трэверса и музыкантов группы 38 Special.
После этого Ранкин приступает к записи второго сольника «Crankin'».
В 1990 году, После ухода Мэнни Чарлтона, музыканты группы Nazareth вновь предлагают Ранкину играть с ними, теперь уже в качестве единственного гитариста. С его участием были записаны 2 альбома: No Jive (1991) и Move Me (1994), на последнем Ранкин стал автором почти всего материала. В конце 1994 года он вновь покидает Nazareth.
После ухода из Nazareth он выпустил ещё один сольный альбом — «Shake».
Также работал в качестве радиоведущего на шотландской радиостанции 96.3 Rock Radio.

## Дискография
Nazareth
- Snaz (1981)
- 2XS (1982)
- Sound Elixir (1983)
- No Jive (1991)
- Move Me (1994)

сольные работы
- Growin' Up Too Fast (1983)
- Crankin' (1985)
- Shake (1999)